# ㅍ
ㅍ是朝鲜语谚文中的一个辅音字母，在韩国的字母表中顺序第十三被称为“피읖”。
ㅍ的初声读作送气清双唇塞音/pʰ/。终声读作无声除阻音/p̚/。
ㅍ在馬-賴轉寫中，作初声时转写为p'，作终声时转写为p；在文观部式中，作初声时和作终声时都转写为p。
ㅍ在朝鲜语盲文中，作初声时为，作终声时为。其摩尔斯电码为“－－－”。
朝鲜语中不存在/f/这个读音，在转写外语读音时，遇上/f/音往往转写为ㅍ。

## 字符编码
| 種類                | 種類         | 用途 | Unicode | HTML     |
| ------------------- | ------------ | ---- | ------- | -------- |
| 諺文相容字母        | 諺文相容字母 | ㅍ   | U+314D  | &#12621; |
| 諺文字母 應用       | 初聲         |      | U+1111  | &#4369;  |
| 諺文字母 應用       | 終聲         |      | U+11C1  | &#4545;  |
| 漢陽私人 使用區應用 | 初聲         |      | U+F7F8  | &#63480; |
| 漢陽私人 使用區應用 | 終聲         |      | U+F8ED  | &#63725; |
| 半形字母            | 半形字母     | ﾽ    | U+FFBD  | &#65469; |